# 초전하
초전하(超電荷) 또는 하이퍼차지(영어: hypercharge)는 입자의 양자수의 하나로, 아이소스핀과 맛깔을 전하로 연결한다.
{\displaystyle Y=S+C+B^{\prime }+T+B}
초전하는 기묘 쿼크, 맵시 쿼크, 바닥 쿼크, 꼭대기 쿼크의 수와 바리온 수의 합이다.
NNG 공식에 의해 아래와 같이 전하와 연결 된다
{\displaystyle Q=I_{3}+{\frac {1}{2}}Y.\ }

## 같이 보기
- 약한 초전하